# Lijst van aartsbisschoppen van New York
Hieronder volgt een lijst van aartsbisschoppen van het rooms-katholieke aartsbisdom New York.
Vanaf 1808 was New York een bisdom, in 1842 werd het een aartsbisdom.

## Bisschoppen van New York (1808 – 1842)
1. R. Luke Concanen, O.P. (1808–1810)
2. John Connolly, O.P. (1814–1825)
3. John Dubois, S.S. (1826–1842)

## Aartsbisschoppen van New York (vanaf 1842)
1. John Joseph Hughes (1842–1864)
2. John McCloskey (1864–1885)
3. Michael Augustine Corrigan (1885–1902)
4. John Murphy Farley (1902–1918)
5. Patrick Joseph Hayes (1919–1938)
6. Francis Joseph Spellman (1939–1967)
7. Terence James Cooke (1968–1983)
8. John Joseph O'Connor (1984–2000)
9. Edward Michael Egan (2000–2009)
10. Timothy Michael Dolan (2009–heden)